# 1191
1191 (MCXCI) var ett normalår som började en tisdag i den julianska kalendern.

## Händelser

### Mars
- 30 mars – Sedan Clemens III har avlidit tre dagar tidigare väljs Giacinto Bobone Orsini till påve och tar namnet Celestinus III.

### Maj
- 12 maj – Rikard Lejonhjärta gifter sig med Berengaria av Navarra.

### Okänt datum
- Anders Sunesen blir biskop av Roskilde.
- Danskarna företar ett krigståg till Finlands sydkust.

## Födda
- Rikissa av Danmark, drottning av Sverige 1210–1216, gift med Erik Knutsson (född detta eller föregående år).

## Avlidna
- 27 mars – Clemens III, född Paolo Scolari, påve sedan 1187.